# Formocryptus khasianus
Formocryptus khasianus là một loài tò vò trong họ Ichneumonidae.